# Liste der Monuments historiques in Tanay (Côte-d’Or)
Die Liste der Monuments historiques in Tanay führt die Monuments historiques in der französischen Gemeinde Tanay auf.

## Liste der Immobilien
| Bezeichnung       | Beschreibung                                                                          | Standort                      | Kennzeichnung | Schutzstatus | Datum | Bild           |
| ----------------- | ------------------------------------------------------------------------------------- | ----------------------------- | ------------- | ------------ | ----- | -------------- |
| Château de Tanyot | zwischen 1776 und 1786 erbaut; mit Wirtschaftsgebäuden, Wassergräben, Tot und Brunnen | Taniot, rue du Château (Lage) | PA00112689    | Inscrit      | 1988  | weitere Bilder |

## Liste der Objekte
| Bezeichnung                | Beschreibung                                                | Standort                              | Kennzeichnung | Schutzstatus | Datum | Bild |
| -------------------------- | ----------------------------------------------------------- | ------------------------------------- | ------------- | ------------ | ----- | ---- |
| Prozessionskreuz           | Kupfer, vergoldet, 16. Jahrhundert; in der Mairie deponiert | Tanay, in der Kirche St-Martin (Lage) | PM21003009    | Classé       | 1997  |      |
| Glocke (1)                 | Bronze, 1653 gegossen                                       | Tanay, in der Kirche St-Martin (Lage) | PM21002327    | Classé       | 1943  |      |
| Skulptur Heiliger Genasius | Kalkstein, farbig gefasst und vergoldet, bezeichnet 1603    | Tanay, in der Kirche St-Martin (Lage) | PM21004203    | Inscrit      | 1995  |      |
| Glocke (2)                 | Bronze, 1585 gegossen                                       | Tanay, in der Kirche St-Martin (Lage) | PM21004204    | Inscrit      | 1995  |      |